# Les Écacheries
Les Écacheries is een dorp in de Henegouwse gemeente Belœil, gelegen in de gelijknamige deelgemeente.
In Les Écacheries bevindt zich de Sint-Antoniuskerk die echter onttrokken is aan de eredienst en verkocht aan een particulier.
Het plaatsje ligt aan het Kanaal Blaton-Aat waarover zich een ophaalbrug bevindt. In de nabijheid liggen uitgestrekte boscomplexen, met onder meer het domein van het Kasteel van Belœil.
De hoogte aan de voormalige kerk bedraagt 61 meter.

## Nabijgelegen kernen
Belœil, Stambruges, Grosage